# Esperanza mía
Esperanza mía é uma telenovela argentina produzida por Pol-ka Producciones e exibida no horário das 21:00 no canal El trece a partir de 06 de abril de 2015. Escrita e produzida por Adrián Suar, tem como protagonistas Lali Espósito e Mariano Martínez. Esperanza Mía é a primeira telenovela produzida na Argentina no formato 4K UHD.
Pela ocorrência da boa audiência, a Pol-ka Producciones assinou contrato com a empresa israelense Dori Media Group a fim de dar total liberdade de distribuir a novela por todo o mundo, e começou a ser comprada por emissoras dos países: Uruguai, Israel, Paraguai, Vietnã, Indonésia, Polónia e Espanha.

## História
Julia Albarracín (Lali Espósito) é uma jovem de 21 anos que vive em Colonia La Merced, uma pequena cidade no interior da província de Buenos Aires, com Branca, sua mãe adotiva. Branca morre de contaminação pelo sofrimento na terra onde ela trabalhava. Antes de morrer, Branca dá as provas necessárias para sua filha, que incrimina os proprietários da fábrica, para fazer com que a doença que ocasionou sua morte não saia impune. Quando Julia tenta buscar justiça, começa a ser perseguida por bandidos enviados pelos proprietários da empresa em questão. Após isso, Julia vai para Buenos Aires para obter ajuda e abrigo de uma velha amiga de sua mãe, Conceição (Ana Maria Picchio), a Madre Superiora do Convento de Santa Rosa. Conceição decide que Julia deve se passar por uma noviça, para esconder sua identidade. Julia entra no convento sob o nome Esperança, mas sua chegada gera vários conflitos com o resto das freiras. Tendo que se adaptar a sua nova vida como uma noviça, embora não por escolha própria.
Além disso Tomás Ortiz (Mariano Martinez) é um jovem padre que chega em Buenos Aires, sua cidade natal. O irmão de Tomás, Max (Tomas Fonzi), proprietário da usina nuclear que matou a mãe de Julia/Esperança. Max está de compromisso com Eva (Natalie Perez), que é a ex-namorada de Tomás. O padre Tomás começa a ajudar o Convento Santa Rosa, levando-o a estabelecer um vínculo especial com Esperança. O amor entre os dois é inevitável mesmo com suas vocações religiosas, fazendo viver um romance proibido.

## Elenco
| Ator/atriz                | Personagem               |
| ------------------------- | ------------------------ |
| Lali Espósito             | Julia/Esperanza          |
| Mariano Martínez          | Tomás Ortiz              |
| Gabriela Toscano          | Irmã Clara               |
| Ana Maria Picchio         | Conceição                |
| Carola Reyna              | Irmã Beatriz             |
| Federico D'Elía           | Jorge Correa             |
| Rita Cortese              | Irmã Genovêva            |
| Franco Masini             | Pedro Correa             |
| Tomas Fonzi               | Máximo Ortiz             |
| Angela Torres             | Lola                     |
| Natalia Perez             | Eva                      |
| Alejandro Fiore           | Pereyra                  |
| Mónica Cabrera            | Juana                    |
| Karina K                  | Irmã María               |
| Laura Cymer               | Irmã Diana               |
| Gipsy Bonafina            | Irmã Suplício            |
| Vanesa Butera             | Irmã Carmela             |
| Leticia Siciliani         | Irmã Neves               |
| Franco Massini            | Pedro Correa             |
| Margarita Molfino         | Corina                   |
| Virginia Kaufmann         | Irmã Pilar               |
| Stéfano de Gregorio       | Federico                 |
| Malena Luchetti           | Pato                     |
| Eliseo Barrionuevo        | Miguel                   |
| Federico Barga            | Osqui                    |
| Camila Mateos             | Valentina                |
| Carlos Kaspar             | Padre Fortunato          |
| Alberto Fernández de Rosa | Bispo                    |
| Abril Sanchez             | Julieta                  |
| Lucia Pecrul              | Mercedes                 |
| Florencia Ortiz           | Alícia                   |
| Paula Brasca              | Cynthia                  |
| Valéria Lynch             | Irmã Celeste             |
| Jimena Barón              | Gilda                    |
| Peter Alfonso             | El "gato"                |
| Mercedes Funes            | Letícia Sosa             |
| Michel Noher              | Nicolás Aguilera         |
| Bárbara Veléz             | Milagros del Pombo       |
| Luciano Pereyra           | Joaquim                  |
| Alejandra Majluf          | Débora "A turca"         |
| Santiago Vazquéz          | Juanjo                   |
| Alejandro Botto           | Sérgio                   |
| Lucas Velasco             | Ángel "monito" Marrapodi |
| José Maria Listorti       | Toty                     |

## Audiência
| Horário             | # Eps. | Estreia             | Estreia           | Final                 | Final           | Posição | Temporada | Classificação geral |
| Horário             | # Eps. | Data                | Primeiro capítulo | Data                  | Último capítulo | Posição | Temporada | Classificação geral |
| ------------------- | ------ | ------------------- | ----------------- | --------------------- | --------------- | ------- | --------- | ------------------- |
| Segunda—Sexta 21:25 | 192    | 06 de abril de 2015 | 21.9              | 14 de janeiro de 2016 | 14.2            | #1      | 2015-2016 | 15                  |

Esperanza Mía foi emitido pela primeira vez na El trece em 06 de abril de 2015. O capítulo inicia teve 17.3 pontos de audiência, com um pico de 20.9, ficando em segundo lugar entre os mais vistos do dia na televisão argentina, ficando somente atrás de Las mil y una noches do mesmo canal.
Iván Basso, de ciudad.com, disse que o programa se enquadra a uma comédia romântica, "Un sopro no ar cálido, absolutamente necessário no movimento da TV nesses dias", e destacou a "química" do casal patragônico. Por sua parte, Dolores Moreno de "La Nación", descreveu a proposta como "Uma fórmula conhecida", mais com algumas características adequadas para um público familiar. Durante quase todas suas transmissões, a novela ficou em primeiro lugar entre os mais vistos em sua faixa de horário e as vezes em primeiro lugar na audiência do dia.
No Uruguai, a telenovela estreou em agosto de 2015 no canal aberto Teledoce, liderando a audiência do dia com rating de 8.8. A telenovela é responsável por 15% de share no país, enquanto na Argentina a mesma marca 20% da audiência.
Na Espanha, a telenovela estreou no canal fechado Nova no dia 14 de dezembro de 2015, tendo uma audiência de 3,5%, equivalendo a 372 mil espectadores. No dia 16 de dezembro de 2015, teve maior audiência na Espanha desde que estreou, com 3,9% uma média de 400 mil espectadores.
O último capítulo emitido na Argentina teve um promédio de 14.2 com pico de 17.7, sendo o programa mais visto do dia. A telenovela foi considerada a de maior sucesso em audiência de 2015 no país.
Na Polônia a telenovela estreou no dia 23 de fevereiro de 2016 no canal Polsat, marcando 4,4% de share na audiência, sendo assistida por mais de 360 mil espectadores o que segundo o grupo comercial SHR, é o dobro da concorrência no horário.
No Chile, a telenovela estreou em tv aberta no canal Chilevisión no dia 12 de dezembro de 2016. Antes mesmo da estreia, a novela já recebia várias críticas desatadas pela decisão da emissora de "dublar" para um espanhol mais adequado ao país; uma das explicações por parte da empresa é que a comédia necessitava se adequar as gírias linguísticas locais para que o público a entendesse, porém não os satisfizeram e a trama foi ao ar dublada sendo destacada pela mídia como um fracasso em audiência - a mesma ficou em 3º lugar no seu horário com 6,9 pontos e picos de 11, e justificou que a causa fora a dublagem. Durante a exibição do programa, a novela foi o assunto mais comentado das redes sociais, recebendo duras críticas todas em relação ao áudio, não agradando a população. Ao mesmo tempo, a tira é exibida pelo canal de tv fechada, MTV Latinoamérica, com áudio original para todo o cone sul da América.

## Apresentação
Esperanza Mía já obtinha sucesso antes mesmo de iniciar, pelo fato do público jovem da artista Lali Espósito, e por essas razões foi escolhida que o lançamento da telenovela seria aberto ao público. A apresentação ocorreu em 25 de março em frente a Catedral de La Plata, na cidade La Plata, atraindo mais de 20 mil pessoas na praça moreno que queriam conferir de perto tudo que iria rolar na nova telenovela da El Trece. Na apresentação, Lali Espósito cantou 3 temas da trilha sonora da novela, e obtiveram um convidado especial, Luciano Pereyra que apresentou "Seré". O criador Adrián Suar também compareceu na festa de lançamento, onde o público cantou "parabéns pra você" pelo fato de ter sido no dia de seu aniversário. A apresentação foi exibida no dia 27 de março na El trece no mesmo horário em que a telenovela é exibida. No Uruguai, semanas antes de estrear, o canal televisivo Teledoce promoveu um concurso entre as adolescentes uruguaias, para que se caracterizem como a protagonista, Lali Espósito, em seu personagem, a fim de ganhar uma viagem até o set de gravação da novela em Buenos Aires.

## Polêmicas
Antes mesmo de ser anunciada a data de estreia, Esperanza mía já causava polêmica quando um padre da cidade de La Plata criou um abaixo assinado pedindo a não exibição da novela, pois segundo ele, era um desrespeito a igreja católica, logo então os fãs da protagonista Lali Espósito realizaram um protesto contra esse abaixo assinado por uma rede social. Após o sucesso estrondoso que a novela obteve, em setembro, periodistas de sites famosos e revistas, publicaram que o ator protagonista da novela Mariano Martínez havia tentado pedir a renuncia da novela duas vezes. Segundo essas informações, o ator estava descontentado pelo fato de que quem ganhava mais visibilidade com o sucesso da novela era sua parceira, Lali Espósito.
Em dezembro de 2015 vários sites argentinos especularam que o criador da novela, Adrián Suar, estaria com raiva da protagonista Lali Espósito, segundo o mesmo, o produtor não gostou de que a cantora desse prioridade a sua carreira como cantora solo, e estava descontente com ela pelo fato de que a mesma foi convidada a se apresentar na final do programa Showmatch (El Trece) querendo apresentar as suas músicas do álbum solo, em vez das músicas da trilha sonora da novela. Porém, Lali se apresentou no programa com suas músicas do álbum A Bailar e também da trilha sonora de Esperanza Mía, o que segundo os sites havia provocado um conflito entre ela e o produtor da novela.

## Produtos
Após o sucesso que a telenovela adquiriu na Argentina em seus primeiros 30 episódios emitidos, iniciou-se a comercialização de produtos interativos para crianças e adolescentes seguidores da novela.

### Álbum de figurinhas
O álbum de figurinhas "Esperanza mía" é comercializado por enquanto só na Argentina, sendo distribuído pela Sticker Design.

### Jogo
O vídeo-jogo de Esperanza Mía foi lançado pelo Grupo MDP S.A na Play Store. Um jogo interativo com caráter musical, e gratuito para todos os usuários da Google Play.

### Livros
"El diário de Esperanza" é o título do livro lançado pela editora argentina Puerto Sul, dando exclusividade para o público infanto-juvenil. "Nace una história de amor" é o título do segundo livro da telenovela, sendo vendida nas lojas Yenny de toda a Argentina.

### Karaokê
Em novembro de 2015 foi lançado exclusivamente nas lojas Gabarino o kit "Esperanza mía Karaokê". Consiste em uma maleta com um disco para ser inserido a um computador, junto com um microfone de suporte.

### Outros
Além destes outros produtos, é comercializado também trajes que imitam o original usado pela personagem "Esperanza", interpretada por Lali Espósito, além de pulseiras, faixas usadas basicamente pelo público que vai as apresentações do musical da novela no Teatro em Buenos Aires e na turnê pela Argentina.

## Trilha sonora
A trilha sonora, composta por Eduardo Frigerio, é interpretada por Lali Espósito, que canta "Jurame", "Cómo Haremos" e "Necesito", este último contou com um videoclipe lançado na página oficial da novela nas redes sociais. Luciano Pereyra interpreta "Seré", tema principal do casal protagonista. O disco da trilha sonora da novela é lançado em 19 de maio de 2015 pela Sony Music Argentina, sendo distribuído em formato de Download digital, logo depois em CD com 10 canções, Espósito interpreta 9 dos 10. Após lançado no iTunes, entrou na lista dos álbuns mais vendidos da Argentina, México e Paraguai, alcançando as posições 1, 50 e 153, respectivamente.
Em outra tabela do mesmo aplicativo, o álbum alcançou o Top 50 com 6 canções sendo elas: "Tengo Esperanza", "Cómo Haremos", "Gloria", "Necesito","Jurame",' "Esperanza Mia" e "El Ritmo del Momento" , tendo as cinco primeiras atingido o Top 10 (#4,#5, #7, #9, #10) e as outras duas as posições 16 e 49, respectivamente em seu país de origem.
Em menos de um mês e uma semana, o álbum é certificado como Disco de ouro pela CAPIF, na Argentina, e logo depois, como Disco de platina pelas mais de 40 mil cópias vendidas.

### Alinhamento das faixas
| N.º | Título                  | Compositor(es)                                                            | Duração |  |
| 1.  | "Tengo Esperanza"       | Eduardo Frigerio Paul Schwartz Federico San Millán María Florencia Ciarlo | 3:12    |  |
| 2.  | "Como haremos"          | Luciano Pereyra José Luis Micucci Schwartz                                | 3:01    |  |
| 3.  | "Jurame"                | Lali Espósito Pablo Akselrad Luis Burgio Gustavo Novello Schwartz         | 3:01    |  |
| 4.  | "Glória"                | Schwartz Fernando López Fedeico Montero                                   | 2:42    |  |
| 5.  | "El ritmo del momento"  | Alejandro Sergi                                                           | 3:29    |  |
| 6.  | "Necesito"              | Federico Montero Fernando Lopez Rossi Paul Kirzner                        | 2:59    |  |
| 7.  | "Hacia adelante"        | Eduardo Frigerio Federico San Millán Florencia Ciarlo Paul Kirzner        | 3:24    |  |
| 8.  | "Lo juro por dios"      | Federico San Millán Eduardo Frigerio Paul Schwarzt Kirzner                | 4:04    |  |
| 9.  | "Siempre brilla el sol" | Federico Montero Fernando López Rossi Paul Kirzner                        | 2:16    |  |
| 10. | "Me muero por vos"      | Florencia Bertotti Guillermo Lorenzo Fernández Paul Kirzner               | 2:56    |  |
| 11. | "Esperanza mía"         | Lali Espósito Luis Burgio Nano Novello Pablo Akselrad Paul Kirzner        | 3:42    |  |

### Histórico de lançamento
| País           | Data               | Formato              | Gravadora                |
| -------------- | ------------------ | -------------------- | ------------------------ |
| Argentina      | 21 de maio de 2015 | CD, Download digital | Sony Music Entertainment |
| Mundo          | 21 de maio de 2015 | Download digital     | Sony Music Entertainment |
| Estados Unidos | 21 de maio de 2015 | Download digital     | Sony Music Entertainment |
| Uruguai        | 7 de junho de 2015 | CD                   | Sony Music Entertainment |
| Costa Rica     | 8 de julho de 2015 | CD                   | Sony Music Entertainment |

| Tabelas musicais (2015)                          | Melhor posição |
| ------------------------------------------------ | -------------- |
| Argentina - Argentine álbuns                     | 1              |
| Argentina - Top iTunes Argentina                 | 1              |
| Argentina - Argentine Most Selled                | 1              |
| Argentina - Top 100 albums Latin Music Argentina | 11             |
| Uruguai - Top álbuns Uruguai                     | 1              |
| Paraguai - Top 100 albums iTunes Paraguai        | 23             |
| Israel - Top 100 albums iTunes Israel            | 6              |
| Indonésia - Top 100 albums Latin Music Indonésia | 55             |

| País              | Certificação | Vendas  |
| ----------------- | ------------ | ------- |
| Argentina (CAPIF) | Ouro         | 40 000x |
| Argentina (CAPIF) | Platina      | 40 000x |

## Musical
Muitos rumores surgiram antes mesmo da telenovela começar, em que ela seria adaptada para o teatro em formato de um musical, e isso foi confirmado pelo protagonista Mariano Martínez em uma entrevista alegando: "Lo del teatro lo tenemos confirmado. Va a ser muy lindo si Dios quiere". O musical é confirmado no Teatro Ópera no início de junho após a publicação de que as entradas entrariam em venda no dia 09 de junho para as funções das respectivas datas: 04, 05, 11 e 12 de julho em Buenos Aires.
Por causa dos ensaios para as apresentações no teatro, acarretou um atraso nas gravações da novela, fazendo com que ela deixe de ser emitida nas segundas e sextas feiras na emissora original da telenovela. Em apenas 3 dias, o musical entrou na lista dos mais solicitados da Argentina ficando em primeiro lugar, e vendendo 1.500 entradas por hora, sendo mais de 15.000 mil entradas vendidas e esgotando 5 funções. Porém durante a primeira semana de vendas acarretou um escândalo, pois as entradas estavam sendo "superfaturadas" nas vendas por alguns sites, fazendo com que várias pessoas comprassem entradas acima do valor real alegando ser "Vip" no Teatro. O musical estreia no dia 03 de julho em uma função fechada especial para a imprensa, famosos e convidados, sendo aberto ao público no dia seguinte com duas apresentações em horários diferentes. Após as duas primeiras funções abertas ao público, Esperanza mía: El musical se tornou a peça teatral mais vendida da Argentina durante o mês, ocupando o lugar de Piel de judas de Susana Gimenez. Mais de 115 mil espectadores presenciaram as apresentações do musical somente na primeira parte em Buenos Aires.
A turnê nacional do musical iniciou no dia 05 de setembro na cidade argentina Rosário, levando mais de 12,000 mil espectadores em quatro apresentações no Estádio Club Atlético Provincial, e mais de 15,000 em 3 apresentações no Estádio Orfeo Superdomo em Córdoba. Após as últimas apresentações no Teatro Ópera ainda em setembro, foi confirmado um novo espetáculo de final de ano nos dias 05 e 06 de dezembro no Estádio Luna Park. Aproximadamente 165,500 mil pessoas viram o espetáculo somente em 67 apresentações no Teatro Ópera, e é esperado mais de 30,000 mil pessoas nas 4 apresentações no Estádio Luna Park, totalizando um total aproximado de ingressos vendidos de todo o musical em 226,500 mil.

### Apresentações
| Data                   | Cidade       | País      | Local                            | Apresentações              |
| ---------------------- | ------------ | --------- | -------------------------------- | -------------------------- |
| 03 de Julho de 2015    | Buenos Aires | Argentina | Teatro Ópera                     | 19:00 (Função de imprensa) |
| 04 de Julho de 2015    | Buenos Aires | Argentina | Teatro Ópera                     | 19:00 e 20:45.             |
| 05 de Julho de 2015    | Buenos Aires | Argentina | Teatro Ópera                     | 19:00 e 20:45.             |
| 11 de Julho de 2015    | Buenos Aires | Argentina | Teatro Ópera                     | 19:00 e 20:45.             |
| 12 de Julho de 2015    | Buenos Aires | Argentina | Teatro Ópera                     | 19:00 e 20:45.             |
| 18 de Julho de 2015    | Buenos Aires | Argentina | Teatro Ópera                     | 19:00 e 20:45.             |
| 19 de Julho de 2015    | Buenos Aires | Argentina | Teatro Ópera                     | 19:00 e 20:45.             |
| 20 de Julho de 2015    | Buenos Aires | Argentina | Teatro Ópera                     | 19:00 e 20:45.             |
| 21 de Julho de 2015    | Buenos Aires | Argentina | Teatro Ópera                     | 19:00 e 20:45.             |
| 22 de Julho de 2015    | Buenos Aires | Argentina | Teatro Ópera                     | 19:00 e 20:45.             |
| 23 de Julho de 2015    | Buenos Aires | Argentina | Teatro Ópera                     | 19:00 e 20:45.             |
| 24 de Julho de 2015    | Buenos Aires | Argentina | Teatro Ópera                     | 19:00 e 20:45.             |
| 25 de Julho de 2015    | Buenos Aires | Argentina | Teatro Ópera                     | 19:00 e 20:45.             |
| 26 de Julho de 2015    | Buenos Aires | Argentina | Teatro Ópera                     | 19:00 e 20:45.             |
| 27 de Julho de 2015    | Buenos Aires | Argentina | Teatro Ópera                     | 19:00 e 20:45.             |
| 28 de Julho de 2015    | Buenos Aires | Argentina | Teatro Ópera                     | 19:00 e 20:45.             |
| 29 de Julho de 2015    | Buenos Aires | Argentina | Teatro Ópera                     | 19:00 e 20:45.             |
| 30 de Julho de 2015    | Buenos Aires | Argentina | Teatro Ópera                     | 19:00 e 20:45.             |
| 31 de Julho de 2015    | Buenos Aires | Argentina | Teatro Ópera                     | 19:00 e 21:00.             |
| 01 de Agosto de 2015   | Buenos Aires | Argentina | Teatro Ópera                     | 19:00 e 21:00.             |
| 02 de Agosto de 2015   | Buenos Aires | Argentina | Teatro Ópera                     | 19:00 e 21:00.             |
| 07 de Agosto de 2015   | Buenos Aires | Argentina | Teatro Ópera                     | 19:00 e 21:00.             |
| 8 de agosto de 2015    | Buenos Aires | Argentina | Teatro Ópera                     | 19:00 e 21:15.             |
| 9 de agosto de 2015    | Buenos Aires | Argentina | Teatro Ópera                     | 18:30 e 21:00.             |
| 12 de agosto de 2015   | Buenos Aires | Argentina | Teatro Ópera                     | 19:00                      |
| 13 de agosto de 2015   | Buenos Aires | Argentina | Teatro Ópera                     | 19:00                      |
| 14 de agosto de 2015   | Buenos Aires | Argentina | Teatro Ópera                     | 19:00 e 21:30              |
| 15 de agosto de 2015   | Buenos Aires | Argentina | Teatro Ópera                     | 19:00 e 21:30              |
| 16 de agosto de 2015   | Buenos Aires | Argentina | Teatro Ópera                     | 19:00 e 21:30              |
| 17 de agosto de 2015   | Buenos Aires | Argentina | Teatro Ópera                     | 19:00 e 21:30              |
| 19 de agosto de 2015   | Buenos Aires | Argentina | Teatro Ópera                     | 19:00 e 21:30              |
| 20 de agosto de 2015   | Buenos Aires | Argentina | Teatro Ópera                     | 19:00 e 21:30              |
| 05 de Setembro de 2015 | Rosário      | Argentina | Estádio Club Atlético Provincial | 17:00 e 20:30              |
| 06 de Setembro de 2015 | Rosário      | Argentina | Estádio Club Atlético Provincial | 16:00 e 19:30              |
| 12 de Setembro de 2015 | Córdoba      | Argentina | Estádio Orfeo Superdomo          | 17:00 e 20:00              |
| 13 de Setembro de 2015 | Córdoba      | Argentina | Estádio Orfeo Superdomo          | 21:00                      |
| 15 de setembro de 2015 | Buenos Aires | Argentina | Teatro Ópera                     | 19:00                      |
| 16 de setembro de 2015 | Buenos Aires | Argentina | Teatro Ópera                     | 19:00                      |
| 17 de setembro de 2015 | Buenos Aires | Argentina | Teatro Ópera                     | 19:00 e 21:30              |
| 22 de setembro de 2015 | Buenos Aires | Argentina | Teatro Ópera                     | 19:00                      |
| 23 de setembro de 2015 | Buenos Aires | Argentina | Teatro Ópera                     | 19:00                      |
| 24 de setembro de 2015 | Buenos Aires | Argentina | Teatro Ópera                     | 19:00                      |
| 05 de dezembro de 2015 | Buenos Aires | Argentina | Estádio Luna Park                | 17:00 e 20:00              |
| 06 de dezembro de 2015 | Buenos Aires | Argentina | Estádio Luna Park                | 17:00 e 20:00              |
| 07 de dezembro de 2015 | Buenos Aires | Argentina | Estádio Luna Park                | 20:00                      |

## Exibição
| País       | Canal                   | Título local             | Data de estreia         |
| ---------- | ----------------------- | ------------------------ | ----------------------- |
| Argentina  | El Trece                | Esperanza Mía            | 06 de abril de 2015     |
| Paraguai   | Unicanal                | Esperanza Mía            | 06 de abril de 2015     |
| Uruguai    | Teledoce                | Esperanza Mía            | 10 de agosto de 2015    |
| Indonésia  | FMN Channel             | My lovely Hope           | 19 de outubro de 2015   |
| Israel     | Arutz HaYeladim         | התקווה שלי               | 01 de novembro de 2015  |
| Israel     | Viva Channel            | התקווה שלי               | 25 de novembro de 2015  |
| Eslovênia  | Planet TV               | Esperanza                | 30 de novembro de 2015  |
| Espanha    | Nova                    | Esperanza Mía            | 12 de dezembro de 2015  |
| Bolívia    | Red ATB                 | Esperanza Mía            | 11 de janeiro de 2016   |
| Hungria    | RTL Klub                | Isten áldjon, Esperanza! | 01 de fevereiro de 2016 |
| Polónia    | TV4                     | Moja Nadzieja            | 23 de fevereiro de 2016 |
| Equador    | Gama TV                 | Esperanza Mía            | 12 de abril de 2016     |
| Argentina  | MTV Latinoamérica       | Esperanza Mía            | 14 de novembro de 2016  |
| Chile      | MTV Latinoamérica       | Esperanza Mía            | 14 de novembro de 2016  |
| Costa Rica | MTV Latinoamérica       | Esperanza Mía            | 14 de novembro de 2016  |
| Venezuela  | MTV Latinoamérica       | Esperanza Mía            | 14 de novembro de 2016  |
| Colômbia   | MTV Latinoamérica       | Esperanza Mía            | 14 de novembro de 2016  |
| Chile      | Chilevisión             | Esperanza Mía            | 12 de dezembro de 2016  |
| Angola     | DSTV                    | Esperança                | 17 de novembro de 2016  |
| Peru       | Latina Televisión       | Esperanza Mía            | 27 de março de 2017     |
| Peru       | Panamericana Televisión | Esperanza Mía            | 10 de abril de 2017     |
| Panamá     | TVN                     | TBA                      | TBA                     |
| Mundo      | El trece Internacional  | My lovely Hope           | 06 de abril de 2015     |
| Portugal   | V+                      | Esperança                | 09 de agosto de 2024    |

## Prêmios e indicações
| Ano  | Prêmio                       | Categoria                 | Indicado          | Resultado |
| ---- | ---------------------------- | ------------------------- | ----------------- | --------- |
| 2015 | Kids Choice Awards Argentina | Atriz favorita            | Lali Espósito     | Venceu    |
| 2015 | Kids Choice Awards Argentina | Atriz favorita            | Angela Torres     | Indicado  |
| 2015 | Kids Choice Awards Argentina | Ator favorito             | Mariano Martínez  | Venceu    |
| 2015 | Kids Choice Awards Argentina | Série Favorita            | Esperanza mía     | Venceu    |
| 2015 | Kids Choice Awards Argentina | Música favorita           | Tengo esperanza   | Indicado  |
| 2015 | TATO Awards                  | Melhor atriz protagonista | Lali Espósito     | Venceu    |
| 2015 | TATO Awards                  | Ficção diária             | Esperanza mía     | Indicado  |
| 2015 | TATO Awards                  | Melhor abertura musical   | "Tengo Esperanza" | Indicado  |
| 2015 | TATO Awards                  | Melhor atriz coadjuvante  | Jimena Barón      | Indicado  |
| 2015 | TATO Awards                  | Melhor atriz coadjuvante  | Rita Cortese      | Indicado  |